# La-Almagra-Kultur

Diachrone Verbreitungskarte der regional jeweils frühesten Kultur mit Töpferware, ca. 6000–4000 v. Chr.:
Bandkeramische Kultur, neolithische Kultur
Bükker Kultur (östliche LBK)
Cardial- oder Impressokultur
Ertebølle-Kultur, mesolithische Kultur
Dnepr-Don-Kultur
Vinča-Kultur
La-Almagra-Kultur
Dimini-Kultur
Karanowo-Kultur
Kammkeramische Kultur, mesolithische Kultur

La-Almagra-Kultur (spanisch la almagra ‚roter Ocker,‘ ‚Rötel‘) ist gekennzeichnet durch ihre rotfarbene Töpferei, die in einer Reihe von archäologischen Stätten der neolithischen Zeit auf der Iberischen Halbinsel gefunden wurde.
Im sechsten Jahrtausend v. Chr. erlebte Andalusien die Ankunft der ersten Ackerbauern. Ihr genauer Ursprung bleibt bislang noch ungewiss, obgleich Kulturen aus Nordafrika hierbei in Betracht gezogen werden. Die Siedler kamen mit einer bereits entwickelten Kultur (domestizierte Formen von Getreide und Hülsenfrüchte). Die Anwesenheit von Haustieren bleibt unsicher, dafür wurden Schweine- und Kaninchenreste in großen Mengen gefunden, und obwohl diese zu wilden Tieren gehören können, scheint ihr einziger Konsum eine gewisse Bevorzugung zu zeigen. Die Menschen verbrauchten auch große Mengen an Oliven. Ob der Olivenbaum (semi-)kultiviert oder gänzlich von seiner wilden Form abgeerntet wurde, bleibt ebenfalls offen.
Ihr typisches Artefakt ist die „La-Almagra-Keramik“ mit Almagra-Schlick behandelte und gebrannte Keramik, die in der Jungsteinzeit auf der Iberischen Halbinsel hergestellt wurde und repräsentativ für das westandalusische Neolithikum ist. Die Technik hat prähistorische Wurzeln in der Glockenbecherkultur. Das aufgrund seiner Form repräsentativste Gefäß kann kugelförmig (am häufigsten), ellipsoid, eiförmig, kegelstumpfförmig und zylindrisch sein. Sphärische Gefäße wurden in Höhlen bei Sevilla, Cádiz, Málaga, Córdoba und Granada gefunden. Hingegen sind zylindrische weniger häufig. Man fand sie in Grabhöhlen bei Huelva, Cádiz und Almería. Die Verzierungen auf den Gefäßen sind sehr vielfältig: Einschnitte, Eindrücke, verschiedene Reliefmotive und Rillen und. Eine Vielzahl weist auch die Hängelemente auf.

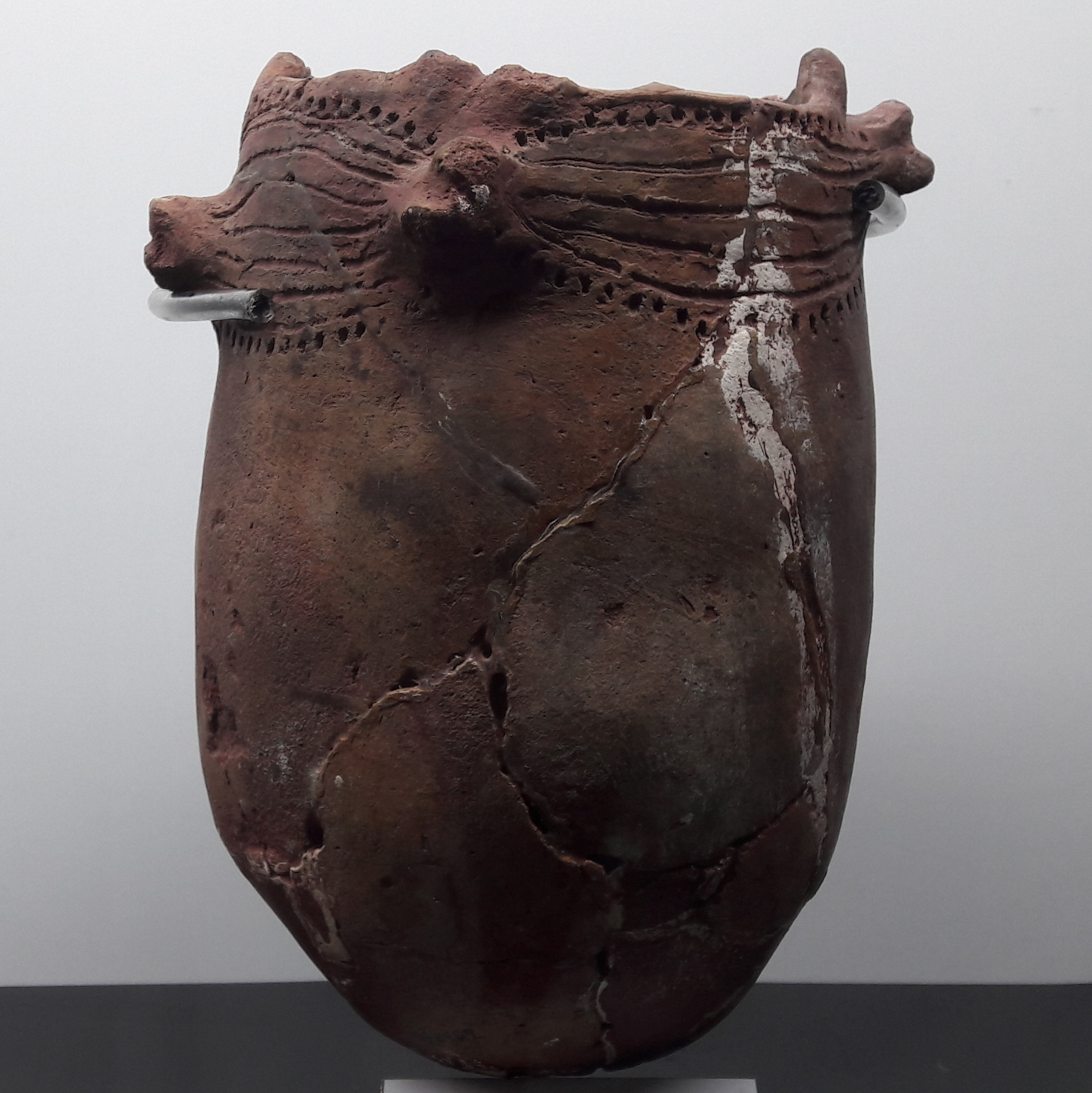
Keramik im „La-Almagra-Stil“. Sala Arqueológica del Cortijo de Miraflores (Marbella, Spanien)

Die andalusische Neolithik beeinflusste weitere, sie umgebende Gebiete, vor allem Kulturen in Südportugal und einige Jahrhunderte später setzte dort mit zunehmender Neolithisierung der Bau der Dolmen um 4800 v. Chr. ein.